# Solpugiba arenicola
Espèce
Solpugiba arenicola est une espèce de solifuges de la famille des Solpugidae.

## Distribution
Cette espèce est endémique d'Afrique du Sud. Elle se rencontre vers le parc national Kruger.

## Publication originale
- Lawrence, 1964 : New Solifugae (Arachnida) from the Kruger National Park, South Africa. Annals and Magazine of Natural History, sér. 13, vol. 6, p. 529–535.